# Радзивилл, Станислав
Князь Станислав Радзивилл (пол. Stanisław Radziwiłł; 8 мая 1722 — 22 апреля 1787) — государственный и военный деятель Великого княжества Литовского, кравчий великий литовский (1752—1759), подкоморий великий литовский (1759—1779), генерал-майор (1750), генерал-лейтенант литовской кавалерии (1765).

## Биография
Представитель несвижской линии магнатского рода Радзивиллов герба Трубы. Четвёртый (младший) сын воеводы новогрудского князя Николая Фаустина Радзивилла (1688—1746) и Барбары Завиши (1690—1770). Старшие братья — конюший великий литовский Удальрик Криштоф Радзивилл (1712—1770), староста речицкий Альбрехт Радзивилл (1717—1790) и воевода новогрудский Ежи Радзивилл (1721—1754).
В 1752 году Станислав Радзивилл получил должность кравчего великого литовского, в 1759—1779 годах был подкоморием великим литовским. Избирался послом на сеймы в 1750, 1760, 1762, 1767 и 1776 годах. В 1763 году — маршалок Трибунала Великого княжества Литовского.
В 1750 году Станислав Радзивилл получил чин генерал-майора, а в 1765 году стал генерал-лейтенантом литовской кавалерии. 3 августа 1757 года в Варшаве получил Орден Белого Орла.
Был руководителем партии Радзивиллов в Новогрудском воеводстве, в Слонимском, Волковысском и Лидском поветах отвечал на избрание радзивилловских сторонников на местных сеймиках. Сражался со сторонниками Барской конфедерации. Владел имениями в Новогрудском, Виленском и Трокском воеводствах.
Был избран послом от Лидского повета на Репнинский сейм. 23 октября 1767 года вошел в состав сеймовой делегации, вынужденной под давлением российского посла Николая Репнина согласиться на сохранение старых порядков в Речи Посполитой.

## Семья и дети
3 мая 1746 года женился на Каролине Поцей (1732—1776), дочери воеводы трокского Александра Поцея (ум. 1770) и Терезы Войны-Ясенецкой. Дети:
- Николай Радзивилл (1751—1811), генерал-майор литовской армии
- Ежи Радзивилл (ум. до 1782)
- Анна Барбара Олимпия Радзивилл, 1-й муж (1778 ─ 1782) ─ староста минский Август Доминик Пржездзецкий, 2-й муж с 1787 года Тадеуш Антоний Мостовский (1766—1842), министр внутренних дел и исповеданий в княжестве Варшавском (1812—1815) и в Царстве Польском (1815—1825). Развелись в 1804 году[2].
- Франциска Теофила Радзивилл, первая жена маршалка надворного литовского Станислава Солтана (1756—1836).